# Wesmaelius tuofenganus
Wesmaelius tuofenganus là một loài côn trùng trong họ Hemerobiidae thuộc bộ Neuroptera. Loài này được C.-k. Yang et al in Huang et al. miêu tả năm 1985.